# Ornithuroscincus pterophilus
Ornithuroscincus pterophilus — вид сцинкоподібних ящірок родини сцинкових (Scincidae). Ендемік Папуа Нової Гвінеї. Описаний у 2021 році.

## Поширення і екологія
Ornithuroscincus pterophilus мешкають в горах Овен-Стенлі, в Північній і Центральній провінціях Папуа Нової Гвінеї.